# كومبرادور
كومبرادور (بالإنجليزية: Comprador) هو مصطلح سياسي يكثر استعماله من قبل التيارات الاشتراكية واليسارية ويعني طبقة البورجوازية التي سرعان ما تتحالف مع رأس المال الأجنبي تحقيقا لمصالحها وللاستيلاء على السوق الوطنية، أصل الكلمة برتغالي وتعني باللغة البرتغالية المشتري. الكلمة المضادة لكومبرادور هي الوطنية أو القومية، وهي الأفكار المعادية للاستعمار وأنشطته المختلفة. 

## التاريخ
بدأ استخدام المصطلح بكثرة في نهاية القرن العشرين، وأصبحت تُطلق على جميع فئات الشعب الذي يتبع الاستعمار في شتى المجالات الفكرية والثقافية والاقتصادية. في الوطن العربي استخدم المصطلح لوصف الدول والكيانات التي ترتبط بالغرب ارتباطًا مباشرًا أو غير مباشر.